# 大赫里博維奇

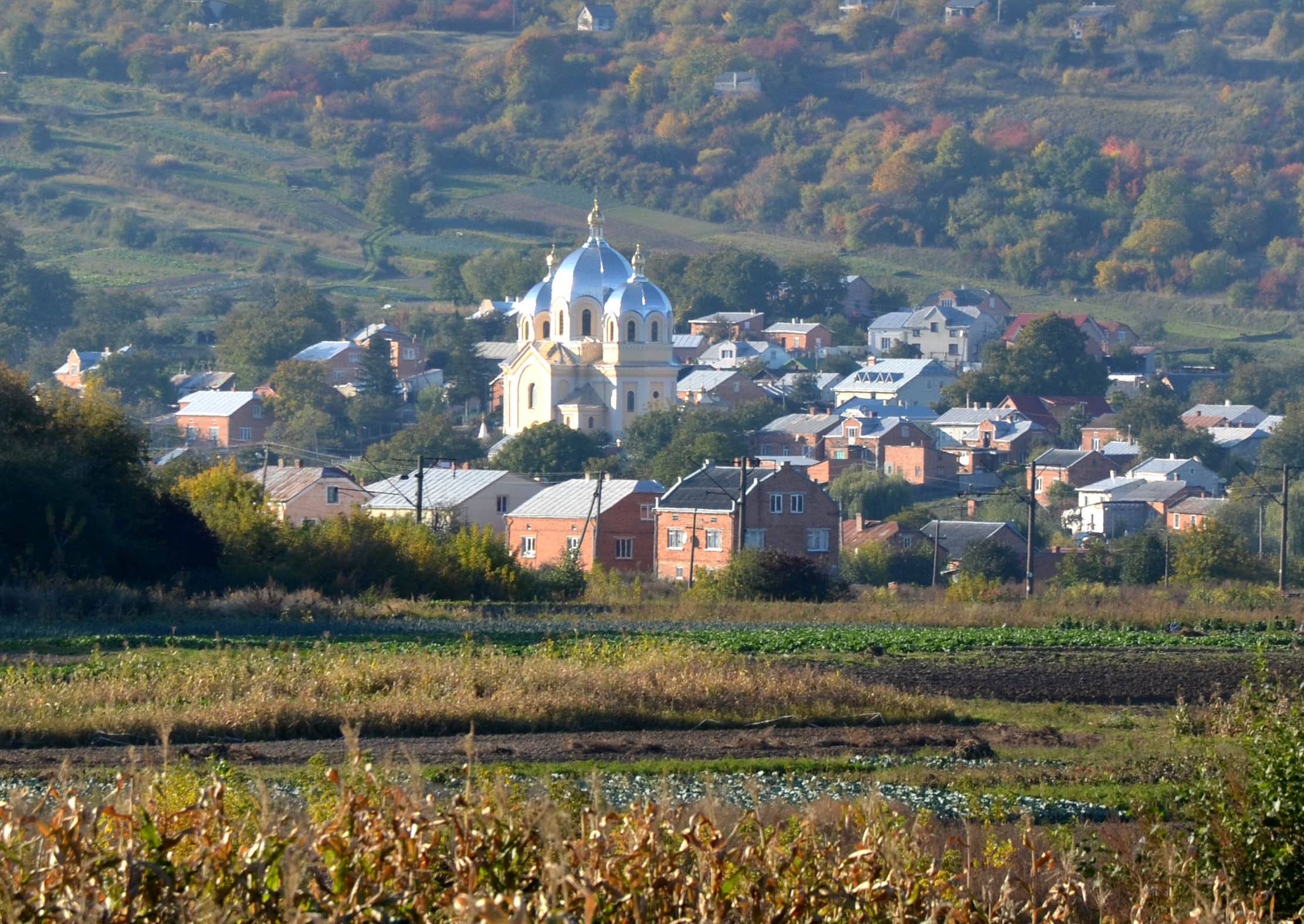

49°54′41″N 24°3′8″E / 49.91139°N 24.05222°E
大赫里博維奇（烏克蘭語：Великі Грибовичі），是烏克蘭西部利維夫州利維夫區利維夫市鎮的村落，在利維夫北方距離約8公里，始建於1440年，面積12.3平方公里，2023 （页面存档备份，存于）年人口1,232，人口密度每平方公里138.54人。